# 日本ドッジボール協会
一般財団法人日本ドッジボール協会（にほんドッジボールきょうかい）は、日本におけるドッジボールの統括団体である。世界ドッジボール協会、アジアドッジボール連盟、日本レクリエーション協会、日本スポーツ協会に加盟している。

## 沿革
- 1991年2月20日 - 設立。
- 1999年4月 - 協会事務所を東京都港区虎ノ門5-11-13に移転。
- 2000年4月 - 日本レクリエーション協会に加盟。
- 2009年4月 - 一般財団法人化。
- 2013年8月 - 協会事務所を東京都港区新橋6-4-3に移転。

## 大会
- 全日本ドッジボール選手権大会
- 全国小学生ドッジボール選手権大会
- オールジャパンガールズドッジ